# Marian Jaworski
Marian Franciszek Jaworski; (en ucraniano: Мар'ян Францішек Яворський) (Lvov, Polonia, hoy Lviv, Ucrania, 21 de agosto de 1926- Cracovia, 5 de septiembre de 2020) fue un cardenal, arzobispo emérito latino de Leopolis.

## Biografía
Fue ordenado sacerdote el 25 de junio de 1950 y, tras un año de trabajo pastoral, continuó sus estudios, obteniendo doctorados en teología en la Academia Teológica de Cracovia y en filosofía en la Universidad Católica de Lublin.
Enseñó durante varios años en la Academia de Teología Católica de Varsovia y más tarde en la Facultad Teológica Pontificia de Cracovia. También impartió metafísica y filosofía de la religión en los seminarios de diversas órdenes religiosas. De 1981 a 1987 fue el primer rector de la Academia Teológica Pontificia de Cracovia.
El 21 de mayo de 1984 fue nombrado Obispo titular de Lambaesis y Administrador Apostólico de Lubaczów, recibiendo la ordenación episcopal el 23 de junio.
El 16 de enero de 1991 fue promovido a arzobispo de Lvov de los latinos y fue nombrado Presidente de la Conferencia Episcopal de Ucrania.
Fue creado cardenal y reservado "in pectore" por Juan Pablo II en el consistorio del 21 de febrero de 1998; proclamado en el consistorio del 21 de febrero de 2001, del título de S. Sisto (San Sixto).
Fue arzobispo emérito de Lvov de los latinos desde 2008 hasta su muerte.
Murió en Cracovia el 5 de septiembre de 2020 a la edad de 94 años. Tras el solemne funeral presidido 6 días después por el arzobispo de Lviv Mieczysław Mokrzycki en el santuario mariano de Kalwaria Zebrzydowska, fue enterrado en la capilla debajo de la sagrada imagen de Nuestra Señora del Calvario.